# Modus ponens
Modus ponendo ponens (Latijn: wijs die door te stellen (bevestigen) [iets] stelt (bevestigt), ponere→"(neer) zetten"), kort modus ponens (soms afgekort tot MP), is een geldige propositionele redeneervorm met twee premissen, waarvan de eerste een voorwaardelijke uitspraak is:
Als P, dan Q.
P.
Dus Q.
of in logische operatornotatie:
P → Q
P
⊢ Q
De redenering heeft twee premissen. De eerste is de "als-dan"- of voorwaardelijke uitspraak, namelijk dat P Q impliceert. De tweede premisse is dat P, het antecedent van de eerste premisse, waar is. Uit deze twee premissen leid je af dat Q, het consequent van de eerste premisse, waar is.
Een voorbeeld van een syllogisme in de vorm van een modus ponens is:
Als democratie de beste staatsvorm is, moet iedereen stemmen.
Democratie is de beste staatsvorm.
Iedereen moet stemmen.
Het feit dat de redenering geldig is, verzekert ons er niet van dat de gebruikte stellingen waar zijn. De geldigheid van de modus ponens vertelt ons enkel dat de conclusie waar moet zijn, indien alle premissen waar zijn.